# Медовий місяць Камілли
«Медовий місяць Камілли» (англ. Camille) — британська драма з елементами казкової фантастики.

## Зміст
Сайлас — умовно звільнений і, за великим рахунком, виправлений теж умовно. Камілла — племінниця шерифа. Шлюб вона сприймає як веселу гру і говорить без упину. Найбільше Сайласу хочеться дати їй у лоб, але доводиться одружитися. Проблеми у Сайласа з'являються вже в першу годину після весілля. І все ж, треба якось зрозуміти себе, зрозуміти Каміллу, визначитися, нарешті, що навколо тебе відбувається — інакше доведеться знову вирушити у в'язницю. І доля не забариться надати йому такий шанс.

## Ролі
| Актор           | Роль          |
| --------------- | ------------- |
| Сієнна Міллер   | Камілла       |
| Джеймс Франко   | Сайлас        |
| Девід Керрадайн | ковбой Боб    |
| Ед Лотер        | шериф Стейнер |
| Скотт Гленн     | шериф Фостер  |